# Змај (филм)
Змај је јужноафрички акциони филм из 2014. године, у режији Ралфа Зимана, заснован на истоименом анимеу из 1998. године. У филму глуме Индија Ајсли, Калан Меколиф и Семјуел Л. Џексон.

## Сажетак
Друштво је дегенерисало у сиротињску четврт, у којој су људи почели да киднапују децу и продају их картелима за месо. Млада жена по имену Сава (Индија Ајсли) се претварала да је проститутка како би убила неке од вођа картела, на крају покушавајући да дође до главног вође, Емира, који је убио њене родитеље. Након убиства, Сава покушава да се опусти узимајући лек под називом "Амп", који такође брише њена сећања.

## Улоге
- Индија Ајсли као Сава
- Калан Меколиф као Обури
- Семјуел Л. Џексон као Карл Акер
- Карл Беукес као Вик Торнхил
- Деон Лоц као детектив Принслу

## Продукција

### Предпродукција
Извештава се да је адаптација „Змаја ”са живом радњом била у различитим фазама предпродукције већ неколико година. Радња филма, који се одвија у корумпираном друштву након финансијског колапса, прати девојку која покушава да пронађе убицу свог оца уз помоћ његовог бившег партнера. Очекивало се да ће садржај филма бити ублажен у односу на оригинал. Дана 2. септембра 2011. године, Дејвид Р. Елис је ангажован да режира римејк. 17. децембра 2012. године, Семјуел Л. Џексон је објавио да је био први глумац који се придружио глумачкој екипи Елисовог „Змаја”, а снимање се одвијало у Јоханезбургу. Елис је умро 7. јануара 2013. године, пре него што је почело снимање филма. 3. фебруара 2013. године, Ралф Зиман преузео је дужност режисера филма. Глумци Индија Ајсли и Калан Меколиф су се касније придружили глумачкој екипи.

### Снимање
Снимање је завршено у фебруару 2013. у Јоханезбургу, Јужна Африка.

## Маркетинг
10-минутни трејлер за филм објављен је 6. јануара 2014. године, након чега је уследио други трејлер 16. јула.

## Дистрибуција
Дана 10. маја 2013. године, The Weinstein Company је стекла права на дистрибуцију филма широм света, ван Сједињених Америчких Држава, Јужне Африке и Индије. 17. априла 2014. године, Anchor Bay Entertainment је стекао права дистрибуције филма у Сједињеним Америчким Државама и Канади.
Филм је објављен 2014. године. То је први филм заснован на аниме филму који је лиценциран у Сједињеним Америчким Државама од стране Anime Works-а.

## Критички пријем
Rotten Tomatoes је известио да је 0% критичара дало филму позитивну рецензију на основу 15 критика, са просечном оценом од 2,66/10. Такође има Metacritic оцену 19 од 100, на основу 7 рецензија, што указује на „огромну несвиђање“.
Џон ДеФоре из The Hollywood Reporter-а написао је у својој рецензији да „„Змај ”Ралфа Зимана препакује асортиман жанровских тропа у моментално заборављив слоган, налик Луку Бесону, који би био непотребан чак и да се Бесон није управо вратио великим акционим филмовима." Питер Дебруџ из часописа Variety је прокоментарисао: „Суперконтроверзна, често цензурисана прича о сирочету која је постала сексуална робиња и убица није за свакога (и не можете у потпуности кривити оне земље чији су строги закони против дечје порнографије сматрали да није ни за кога). Иако је љигав, мање отворено римејк требало да буде мачји кашаљ за фанове Града греха и Sucker Punch-а Али судећи по разочаравајућим резултатима, ово неинспирисано издање очекује опскурност. Питер Хауел из дневног листа Toronto Star дао је филму две од четири звездице, коментаришући да "Зиман ствара визуелно интересантан пејзаж опточен графитима, има мноштво радњи - укључујући неке заиста језиве сцене смрти.. Али замор убрзо почиње, углавном захваљујући причи која се осећа као клише, која се не може поднети, укључујући и последњи обрт који је тако „небитан““.